# Теодомер
Теодомер (д/н — 427/428) — король салічних франків у 420—427/428 роках. Ім'я з давньофранкської мови перекладається як «Той, хто сяє в народі».

## Життєпис
Син римського романізованого франка Флавія Рікомера, який у Східній Римській імперії отримав посаду magister militum, а потім консула. Завдяки батькові, зробив хорошу кар'єру при дворі імператорів Феодосія Великого і Гонорія. Можливо, антигерманські настрої серед римських сановників останнього змусили Теодомера залишити імператорський двір та повернутися на Рейн, можливо, причиною цього була підтримка або недостатня звитяга Теодомера під час повстань узурпаторів Костянтина III чи Іоана.
Тут він стає королем франків. З цього часу розпочинає здійснювати напади на Верхню Германію і Белгіку. В кампанії 427 року Теодомер зайняв значну частину Белгіки, але, зрештою, зазнав поразки від римлян на чолі із Аецієм і потрапив у полон до коміта Кастіна, — про це пише Фредегар, франкський літописець (VII століття), у своїй Хроніці Фредрегара. У полоні Теодомер перебував разом зі своєю матір'ю Асцилою, де їх обох було вбито за наказом імператора «того або наступного року»(427/428) за невідомих обставин.

## Нащадки
Фредегар зазначає, що після смерті Теодомера владу над салічними франками успадкував його син Хлодіон, який був батьком Меровея, засновника династії Меровінгів — до цієї думки також схиляється дослідник Кристіан Сеттіпані.
Однак, невідомий автор «Книги історії франків»(VIII століття) батьком і попередником Хлодіона називає напівміфічного Фарамонда з роду Меровінгів.
Хлодіон продовжив воювати з римлянами і, не зважаючи на ще одну поразку від Аеція, останньому довелося дозволити салічним франкам залишитися на зайнятих прикордонних територіях на правах федератів.